# Guam (Schiff, 1944)
Die USS Guam (CB-2) war das zweite Schiff der Alaska-Klasse; einer Klasse von Kreuzern, die von der US-Marine als Large Cruiser (dt.: Großer Kreuzer) klassifiziert wurden. Die Guam nahm an den Seeschlachten 1945 im Pazifikkrieg teil und blieb nach Ende des Zweiten Weltkriegs der Reserveflotte zugeteilt. 1960 wurde sie ausgemustert.

## Technik
Für einen genauen Überblick über die technischen Daten siehe Alaska-Klasse
Als Einheit der Alaska-Klasse war die Guam 246 Meter lang und bis zu 27,7 Meter breit. Die Einsatzverdrängung lag bei über 34.000 ts.
Der Rumpf hatte eine sehr schlanke Form (Länge-/Breitenverhältnis = 9,0) und war elektrisch geschweißt. Es gab fünf Decks, die Zitadelle war 137 Meter lang und 18,7 Meter breit. Die Guam hatte über die gesamte Kiellänge einen Doppelboden. Weiterhin gab es zu beiden Seiten einen Schlingerkiel von rund 90 Metern Länge.
Die Hauptbewaffnung des Schiffs bestand aus drei Drillingstürmen mit Geschützen des Kalibers 30,5 cm, davon zwei vor den Aufbauten und einer auf dem Achterdeck. Zusätzlich verfügte die Guam über sechs Zwillingstürme mit 12,7 cm-Geschützen und zahlreiche kleinkalibrige Geschütze zur Flugabwehr.
Mittschiffs befanden sich zwei schwenkbare Katapulte von 20,67 Metern Länge, die durch eine Pulverladung angetrieben wurden. Vier SC-1 Seahawk-Aufklärungsflugzeuge wurden mitgeführt.
Die Ausrüstung mit Ortungsradar bestand aus einmal SK und einmal SG am Stengenmast oben am Kommandoturm. Eine weitere SG-Antenne befand sich auf einem Ausleger auf der Vorderkante des Schornsteins. Als Feuerleitradar (FLR) waren Mk 8 Mod. 1 für die Seezielartillerie und Mk 4 für die Flugabwehr an Bord.
Bei der Maschinenanlage handelte es sich um vier Satz General Electric Getriebeturbinen zu je 37.500 WPS Leistung, die auf je eine Welle mit einem vierflügeligen Propeller von 4,52 Metern Durchmesser wirkte. Damit konnte die Guam Geschwindigkeiten von bis zu 33 Knoten erreichen. Acht ölbefeuerte Babcock & Wilcox-Kessel, aufgeteilt zu zwei Gruppen, lieferten den Dampf für die Antriebsanlage. Die elektrische Anlage, welche 450 Volt Wechselspannung lieferte, bestand aus vier Turbogeneratoren mit 1000 Kilowatt und vier Dieselgeneratoren zu je 1062 Kilowatt (insgesamt 8248 Kilowatt).

## Geschichte

### Bau, Indienststellung und erste Einsätze
Die Guam wurde am 2. Februar 1942 in der Werft New York Shipbuilding Corp., Camden, N.J., auf Kiel gelegt und lief am 12. November 1943 vom Stapel. Sie wurde von Mrs. George Johnson McMillan, Frau von Kapitän McMillian, vormals Gouverneur der Insel Guam, getauft. In der Inselgruppe der Marianen ist Guam die größte Insel. Das Schiff wurde am 17. September 1944, unter dem Kommando von Kapitän Leland P. Lovette, in Dienst gestellt.

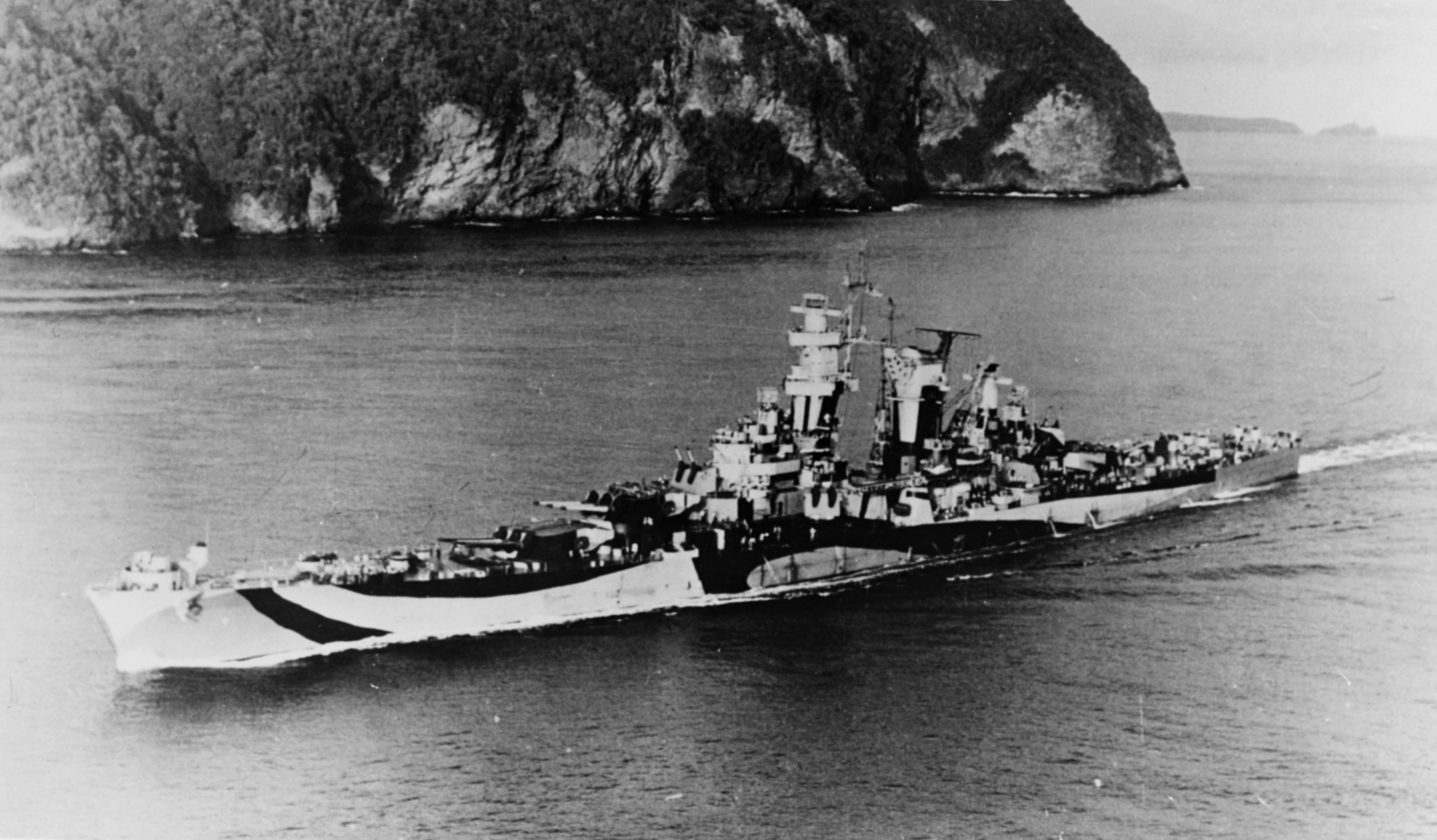
USS Guam vor Trinidad

Nach einem kurzen Zwischenstopp in Trinidad erreichte die Guam am 17. Januar 1945 Philadelphia und verlegte am 8. Februar 1945 zur Pazifik-Flotte. Kurz darauf wurde sie vom Marineminister der Vereinigten Staaten, James V. Forrestal, besichtigt. Am 3. März 1945 stach die Guam in See, um sich mit ihrem Schwesterschiff Alaska und weiteren Flotteneinheiten zu vereinigen, die eine weitere Task Force von Admiral Marc A. Mitscher bildeten.
Die Einsätze wurden von Ulithi aus am 13. März begonnen. Die Task Group 58.4 unter Admiral Arthur W. Radford, eine der schlagkräftigsten in der Marinegeschichte, erreichte am Morgen des 18. März die in der Nähe gelegenen Inseln Kyushu und Shikokou. In dieser Task Force fuhren viele namhafte Schiffe wie die Flugzeugträger Yorktown, Intrepid, Independence und Langley, die Schlachtschiffe Missouri und Wisconsin, die Kreuzer Alaska, St. Louis, San Diego und Flint sowie ein Schirm aus 15 Zerstörern. Der Kampf begann mit fünf Kamikaze-Angriffen auf die Flugzeugträger Enterprise und Intrepid, beide in der zur Guam gehörenden Gruppe. Die beiden Flugzeugträger wurden zwar beschädigt, konnten ihre Operationen aber weiterhin durchführen. Eine Bombe traf die Enterprise in der Nähe der Insel, und die Intrepid wurde von einem Flugzeug am Heck getroffen, das aber abprallte und ins Meer stürzte. Die Luftangriffe dauerten den ganzen Nachmittag an. Dabei war die Guam mit vier Abschüssen erfolgreich. Am nächsten Tag wurde die Guam als Eskorte für die beschädigte Franklin abkommandiert.
Nach erfolgter Ergänzung der Vorräte stieß die Guam zur Task Group 58.4, wo sie zusammen mit der 16. Kreuzer-Division von Admiral P. S. Low in der Nacht vom 27. März auf den 28. März 1945 Landziele auf Okinawa beschoss. Danach unterstützte die Guam bis zum 11. Mai Flugzeuträgeroperationen.

### Kriegsende und Verbleib
Nach Ergänzung der Vorräte und Ausführung kleinerer Reparaturen stieß die Guam zur TG 38.4 der 3. Flotte von Admiral William F. Halsey östlich von Okinawa. Auch hier unterstützte sie wieder Flugzeugträgeroperationen, die als Ziel den Flugplatz auf den Kyushuinseln hatten. Am 9. Juni beschossen Guam, Alaska und fünf Zerstörer 90 Minuten lang Okino Daito. Danach setzte die Guam Kurs auf den Golf von Leyte, den sie am 13. Juni erreichte und in die Bucht von San Pedro einlief. Bis dahin hatte sie drei Monate ununterbrochen den Okinawa-Feldzug unterstützt.
Die Guam wurde nun zum Flaggschiff der Kreuzer-Einsatzgruppe 95, die aus den Großen Kreuzern Guam und Alaska, vier Leichten Kreuzern und neun Zerstörern bestand. Diese Gruppe kreuzte in der Zeit vom 16. Juli bis 7. August im Gelben Meer. Die eigentlichen Erfolge waren zwar gering, aber die Machtdemonstration, dass eine amerikanische Überwasserstreitmacht in den Heimatgewässern von Japan operieren konnte, war unübersehbar.
Wenig später wurde die Guam Flaggschiff von Vizeadmiral Low, der die Nord-China-Streitmacht befehligte. Die Überwassereinheit fuhr wiederum ins gelbe Meer, um vor den Häfen Qingdao, Port Arthur und Dalian die amerikanische Seemacht zu demonstrieren. Sie fuhr dann am 8. September 1945 weiter nach Jinsen (später bekannt geworden als Incheon), Korea, um die Unabhängigkeit zu garantieren. Am 14. September verließ sie Jinsen und erreichte am 3. Dezember San Francisco. Am 5. Dezember brach sie zu ihrem neuen Hafen Bayonne in New Jersey auf, den die Guam am 17. Dezember erreichte. Sie blieb dort bis zu ihrer Außerdienststellung am 17. Februar 1947. Sie gehörte bis zur Streichung aus dem Namensregister am 1. Juni 1960 zur Atlantik-Reserveflotte. Am 24. Mai 1961 wurde sie zur Abwrackung durch Boston Metals Co. in Baltimore, Maryland, verkauft.
Die Guam erhielt zwei Battle Stars für ihre Verdienste im Zweiten Weltkrieg.